# 夏尔·格拉维耶
韦尔热纳伯爵夏尔·格拉维耶（1717年12月20日—1787年2月13日），是法国政治家和外交家。路易十六统治时期的1774年担任外交大臣，策划与北美洲殖民地居民结成同盟，帮助他们在美国独立战争中摆脱英国的统治，同时他还成功的在欧洲建立起一个稳定的力量均势。

## 生平

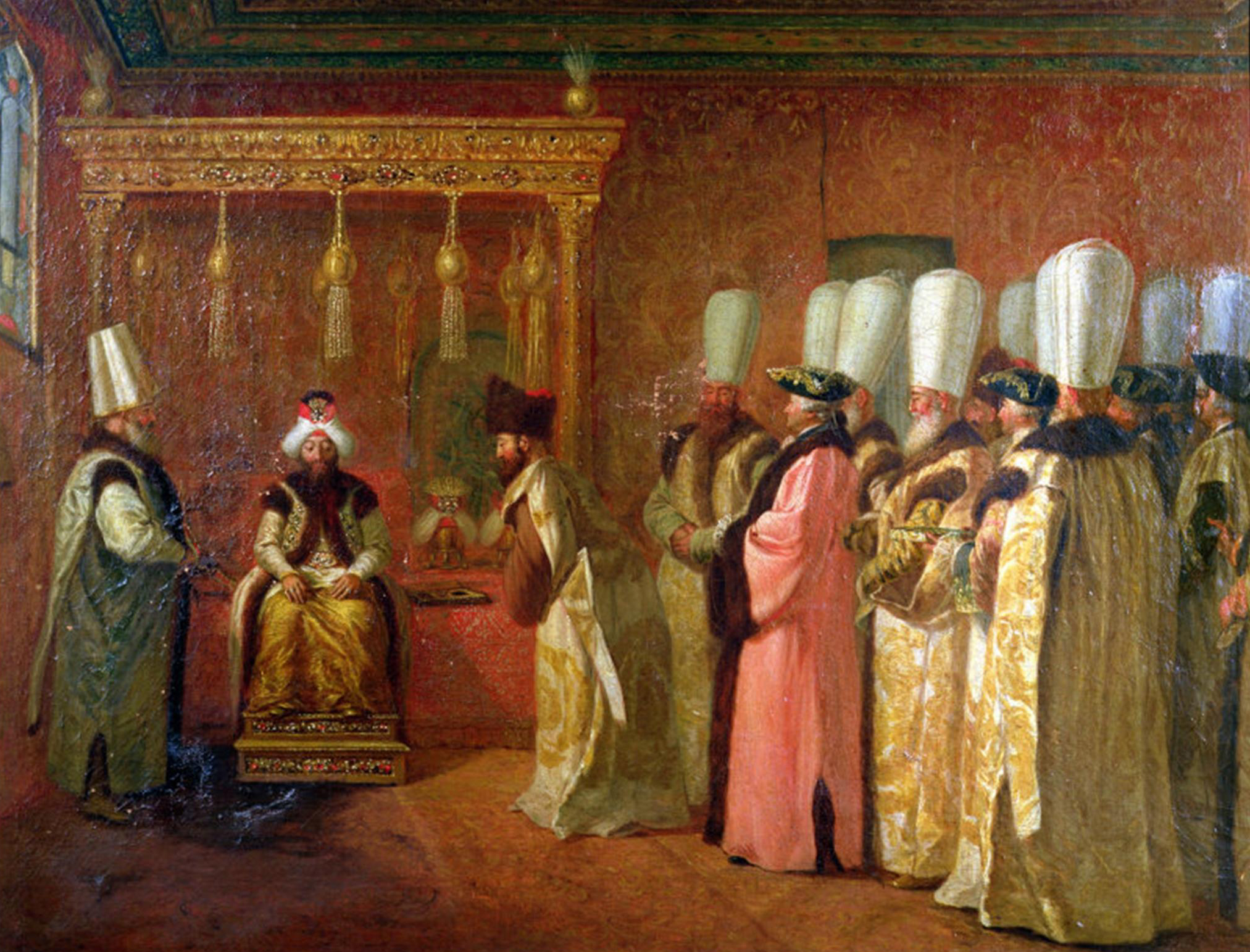
1755年韦尔热纳觐见奥斯曼三世苏丹，伊斯坦布尔佩拉博物馆.

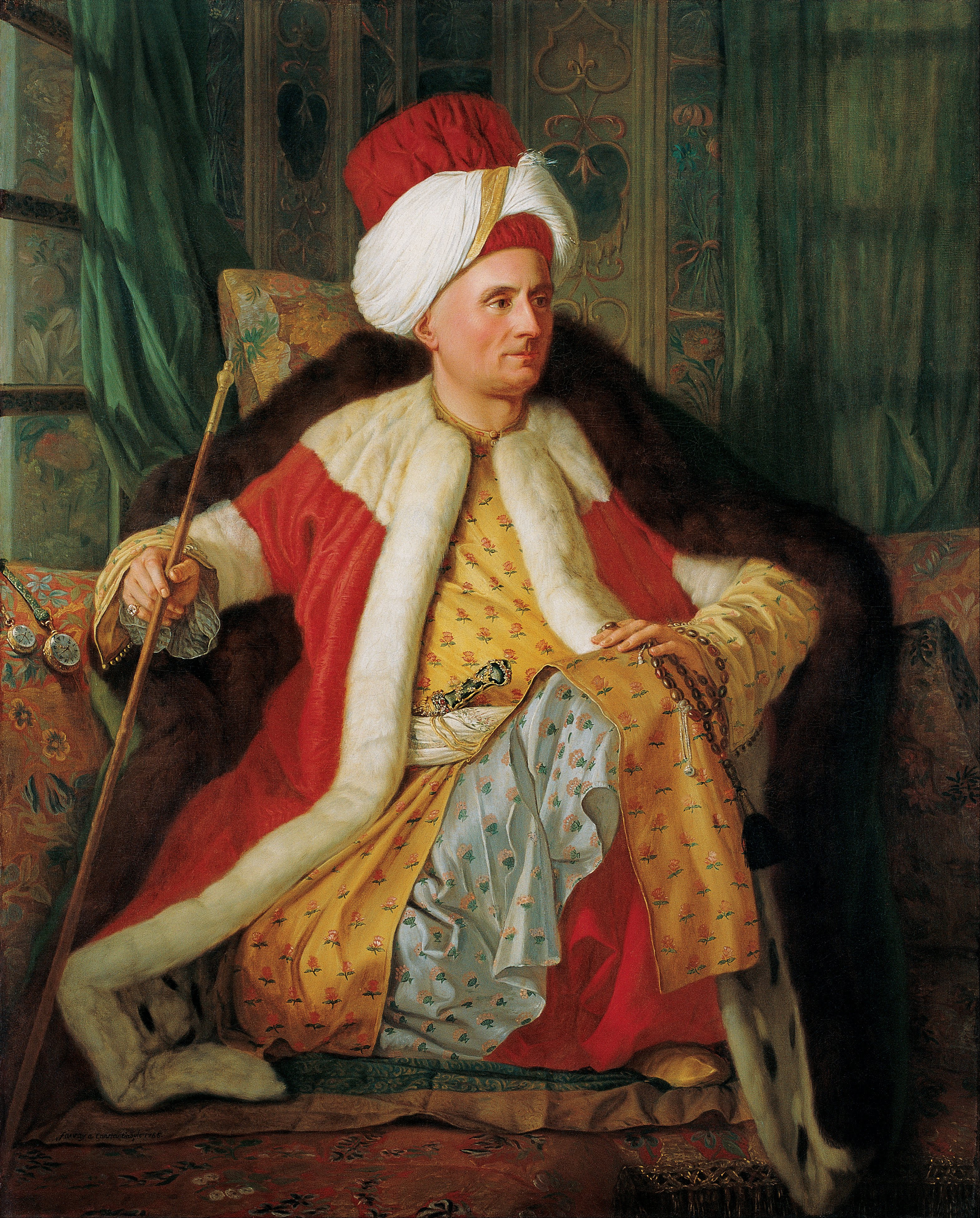
韦尔热纳身穿奥斯曼服装，Antoine de Favray作品, 1766年, 伊斯坦布尔佩拉博物馆.

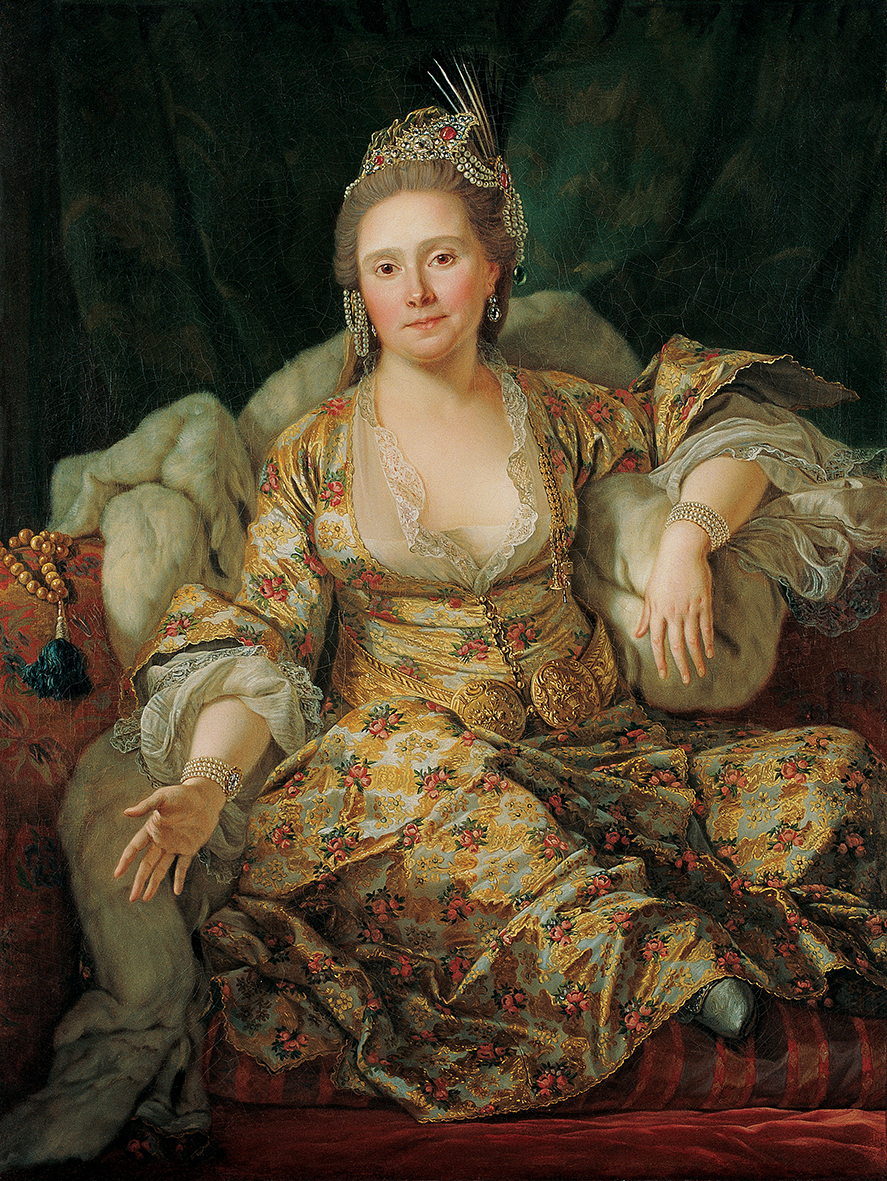
韦尔热纳的妻子安妮·杜维维耶伯爵夫人，其身着东方服装.

格拉维耶生于第戎一个国家贵族家庭，父亲是第戎大理院（高等法院）院长，曾任驻特里尔（今在德国）、汉诺威大使。他有一个哥哥韦尔热纳侯爵让·格拉维耶，生于1718年，继承了家族庄园。格拉维耶母亲去世后，在他三岁的时候，他的父亲再婚。早年在第戎耶稣会接受教育，1739年二十岁的时候去里斯本担任法国驻葡萄牙大使特奥多尔·舍维尼亚尔·德·沙维尼（Théodore Chevignard de Chavigny）的助理，沙维尼是一位经验丰富的外交官和秘密特工，格拉维耶称其为叔叔。
在沙维尼的游说下，1750年格拉维耶被任命为驻特里尔大使，1752年4月被任命为英国乔治二世的特使，他的任务是在英国国会维护法国的利益，迫使纽卡斯尔公爵最终解散国会和放弃选举，造成盎格鲁-奥地利两国联盟之间的裂痕。
1754年，格拉维耶出任驻奥斯曼帝国全权公使，后升任大使。抵达君士坦丁堡时，七年战争正在酝酿，新君主奥斯曼三世苏丹刚登上宝座。奥斯曼帝国是法国的传统盟友，是一个主要的贸易伙伴，但疲软的奥斯曼帝国为俄罗斯当作威胁的目标。他收到秘密指令联合奥地利和普鲁士支持奥斯曼帝国对抗俄国。两年后，法国同世仇奥地利结盟，与普鲁士和英国发生七年战争（1756-1763）。在这次冲突中，他干练的维护了法国的对土政策（当时土耳其强烈反对奥地利）。1763年巴黎条约签订，结束这场战争后，他又奉政府的命令着手挑拨土耳其与俄国的关系，1768年俄土战争爆发（1768-1774）后被召回国。表面上是因为韦尔热纳娶了寡妇安妮·杜维维耶（Anne Duvivier）(1730 - 1798)，但更可能是因为舒瓦瑟尔公爵认为他不胜任挑起俄罗斯帝国和奥斯曼帝国之间的战争。
韦尔热纳的婚姻由于未经国王同意，在法国遇到强烈的反对，韦尔热纳和舒瓦瑟尔公爵的关系对立，相互讨厌对方。

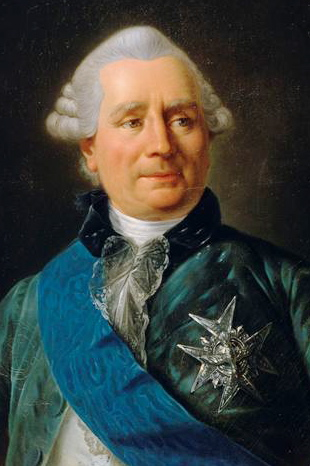
夏尔·德·韦尔热纳, 安托万-弗朗索瓦·卡雷作品.

1770年舒瓦瑟尔离职后，韦尔热纳被任命为驻瑞典大使，在1772年8月19日的政变中支持古斯塔夫三世，使其势力大大加强。1774年6月薪王路易十六即位，韦尔热纳被召回担任外交大臣，由于他前35年都在国外进行外交服务，在法国的影响力很弱，被一些政治反对派嘲笑为“外国人”。尽管如此，早在1775年12月，即美国独立战争爆发后8个月，他就主张法国应该给起义的美国殖民地居民以秘密财政支持，以打击英国，回报法国在七年战争中失败之仇。财政总监杜尔哥以财政困难为由坚决反对，1776年5月杜尔哥倒台，韦尔热纳得到了国王的支持。
从1776年初，法国开始给美国独立军队供应武器、弹药和法国志愿军人。1777年法国承认美国，并愿意形成一个进攻和防御联盟。萨拉托加战役后，韦尔热纳担心英国和殖民者可能议和，从而和英国联合攻击法国，1778那2月他急忙与美国特使本杰明·富兰克林签订结盟协议。法美协议后，美国人拒绝了英国卡莱尔和平委员会（Carlisle Peace Commission）的和平调解。接着，法国向英国宣战，1779年西班牙加入反英战争，盟军联合舰队大大超过了英国皇家海军，但是他们试图入侵英国的计划在当年流产。
1781年韦尔热纳成为财务委员会首席大臣，虽然法国志愿兵和一支法国舰队帮助殖民地居民于1781年在約克鎮圍城戰赢得决定性胜利，但1783年他与英国和谈时并未试图恢复法国在北美的原有领地。在此期间，他设法避免神圣罗马帝国皇帝约瑟夫二世利用法奥联盟争取法国的支持，以便把奥地利的势力扩张到巴伐利亚。约瑟夫为此而与普鲁士开战（巴伐利亚王位继承战争，1778-1779）后，他促成和解。此外，他还制止约瑟夫以奥属尼德兰换取巴伐利亚和强迫荷兰向奥地利船只开放斯海尔德河的企图。在去世前的几个月，他同英俄两国签订了通商条约。

## 晚年

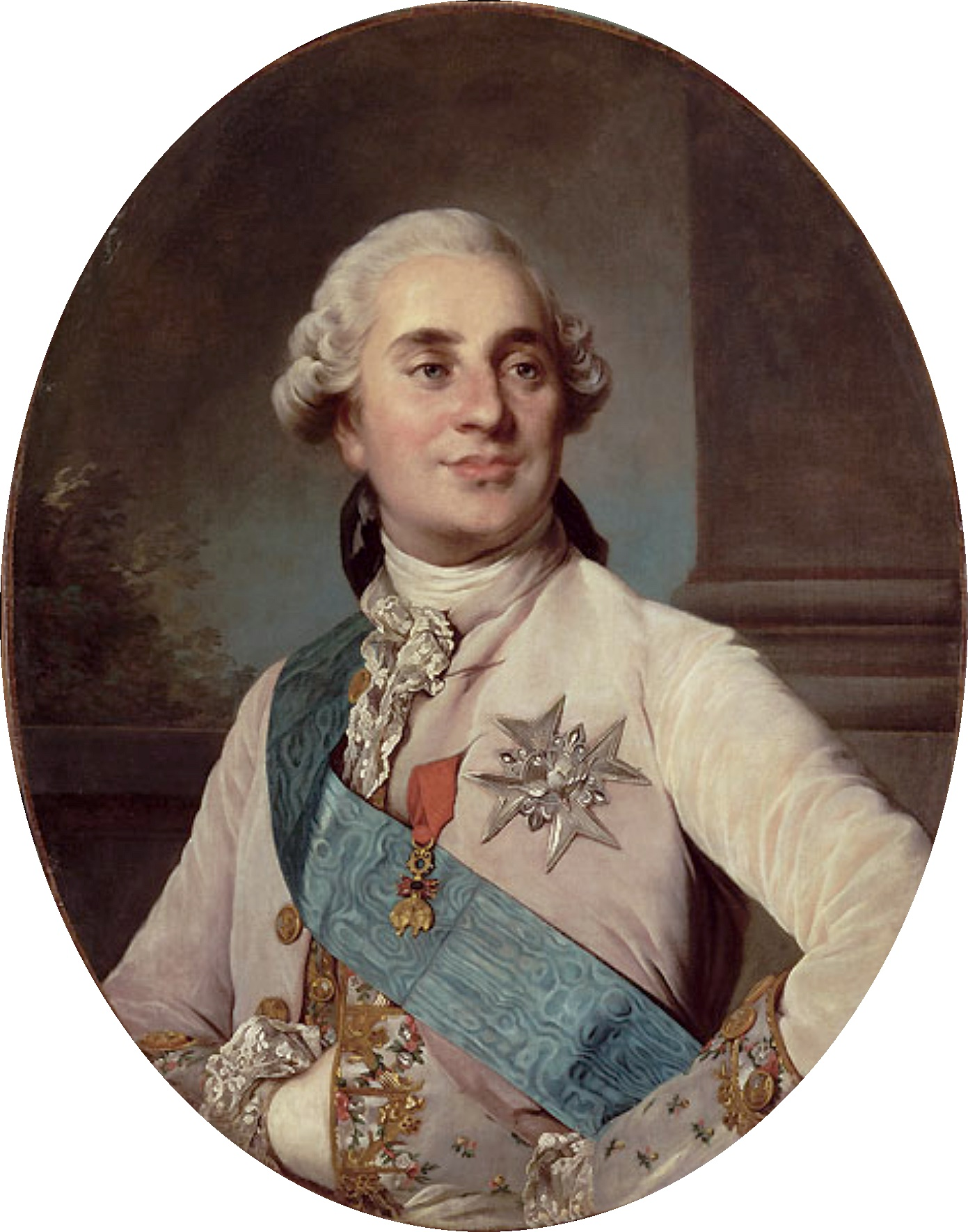
路易十六,1774-1792年在位. 韦尔热纳是他最信任的大臣。国王在1793年法国大革命被处决。

1787年据说他建议路易十六召开名人会议，会议前曾因韦尔热纳病重而推迟了几次，但最终在1787年2月13日韦尔热纳因过度劳累去世。当路易十六被告知这个消息时，他泪流满面，描述韦尔热纳为“唯一可以依靠的朋友,一个从不欺骗我的大臣。”("the only friend I could count on, the one minister who never deceived me."）在他死后，法国国家情况恶化，最终导致于1789年法国大革命的爆发。1793年1月，反对派处决了国王路易十六。法国很快就和它的许多邻国发生战争。在恐怖时期，政府监禁并杀害了许多韦尔热纳同时代的人。

### 其他来源
- 1911 Britannica In turn, it cites as references:
  - P. Fauchelle, La Diplomatie française et la Ligue des neutres 1780 (1776—83) (Paris, 1893).
  - John Jay, The Peace Negotiations of 1782—83 as illustrated by the Confidential Papers of Shelburne and Vergennes (New York, 1888).
  - L. Bonneville de Marsangy, Le Chevalier de Vergennes, son ambassade a Constantinople (Paris, 1894) and Le Chevalier de Vergennes, son ambassade en Suède (Paris, 1898).
- Marie de Testa, Antoine Gautier, "Deux grandes dynasties de drogmans, les Fonton et les Testa", in Drogmans et diplomates européens auprès de la Porte ottomane, éditions ISIS, Istanbul, 2003, pp. 129–147.
- A. Gautier, "Anne Duvivier, comtesse de Vergennes (1730-1798), ambassadrice de France à Constantinople", in Le Bulletin, Association des anciens élèves, Institut National des Langues et Civilisations Orientales (INALCO), November 2005, pp. 43–60.

| 外交職務                                          | 外交職務                       | 外交職務                                      |
| ------------------------------------------------- | ------------------------------ | --------------------------------------------- |
| 前任： 罗兰·皮绍（Roland Puchot）                 | 法国驻奥斯曼帝国大使 1755–1768 | 繼任： 弗朗索瓦·埃曼纽尔·吉尼亚尔（Guignard） |
| 官衔                                              |                                |                                               |
| 前任： 亨利·莱昂纳尔·让·巴蒂斯特·贝尔坦（Bertin） | 法国外交大臣 1774–1787         | 繼任： 蒙莫兰伯爵                             |